# Stubal (Kraljevo)
Stubal (em cirílico: Стубал) é uma vila da Sérvia localizada no município de Kraljevo, pertencente ao distrito de Ráscia, na região de Zapadno Pomoravlje. A sua população era de 1198 habitantes segundo o censo de 2011.

## Demografia
| 1948 | 1953 | 1961 | 1971 | 1981 | 1991 | 2002 | 2011 |
| ---- | ---- | ---- | ---- | ---- | ---- | ---- | ---- |
| 1643 | 1700 | 1665 | 1581 | 1655 | 1526 | 1314 | 1198 |